# Marie-Dominique Brun Barbantini
Marie-Dominique Brun Barbantini (Lucques, 17 janvier 1789 - Lucques, 22 mai 1868) est une religieuse italienne fondatrice des sœurs ministres des malades de saint Camille et reconnue bienheureuse par l'Église catholique.

## Biographie
Marie-Dominique naît à Lucques le 17 janvier de Pierre Brun, d'origine suisse, et de Jeanne Granucci. Son adolescence est marquée par quatre deuils : la mort de son père et celle de trois frères à une courte distance les uns des autres.
Le 22 avril 1811, dans la cathédrale Saint-Martin de Lucques, elle épouse Salvatore Barbantini, c'est un mariage d'amour mais après seulement cinq mois, son mari meurt soudainement alors qu'elle attend déjà un enfant. À peine âgée de vingt-deux ans, elle pleure et prie longuement devant le crucifix la même nuit de la tragédie. À partir de ce moment, elle sert les pauvres et les malades dans sa ville. Elle s'occupe de son fils la journée et consacre plusieurs heures de la nuit au soin des malades à domicile ; mais une autre épreuve attend la jeune veuve, Laurent, son fils bien-aimé, qui était toute sa consolation sur la terre meurt presque subitement frappé par une grave maladie à l'âge de huit ans seulement. Elle continue pourtant de soigner les pauvres, les malades, les abandonnés et les mourants.
Ses qualités humaines et spirituelles n'échappent pas à l'attention de l'évêque et du clergé de sa ville qui lui confient la tâche d'établir un monastère de l'ordre de la Visitation à Lucques pour l'éducation des jeunes. Elle accepte l'engagement et au bout de six années de travail intense, elle réussit à donner à la ville un monastère qui existe encore aujourd'hui. Après avoir établi l'œuvre de la Visitation, il apparaît clairement à Marie-Dominique qu'il faut fonder une congrégation religieuse de sœurs infirmières pour le soin des malades à temps plein. Le 23 janvier 1829, commence la première communauté infirmière. Peu de temps après, elle rencontre le père Antoine Scalabrini, camilien, qui voit dans le charisme de Barbantini des similitudes singulières avec celle de son fondateur, saint Camille de Lellis, la fondatrice veut que les religieuses aient la croix rouge de saint Camille sur leur habit mais ce désir reste longtemps ignoré, il est entendu en août 1855 lorsque les sœurs portent secours au victime du choléra. Marie-Dominique meurt à Lucques le 22 mai 1868, elle est béatifiée  le 17 mai 1995 par Jean-Paul II.